# NGC 7602
NGC 7602 је лентикуларна галаксија у сазвежђу Пегаз која се налази на NGC листи објеката дубоког неба.
Деклинација објекта је + 18° 41' 56" а ректасцензија 23h 18m 43,5s. Привидна величина (магнитуда) објекта NGC 7602 износи 14,4 а фотографска магнитуда 15,3. NGC 7602 је још познат и под ознакама MCG 3-59-34, CGCG 454-34, NPM1G +18.0588, PGC 71019.